# Endless Wire
Endless Wire è l'undicesimo album in studio del gruppo rock inglese The Who, pubblicato nel 2006.

## Tracce

### Album
Tutte le canzoni scritte da Pete Townshend, eccetto ove indicato.
Endless Wire
1. Fragments – 3:58 (Townshend, Lawrence Ball)
2. A Man in a Purple Dress – 4:14
3. Mike Post Theme – 4:28
4. In the Ether – 3:35
5. Black Widow's Eyes – 3:07
6. Two Thousand Years – 2:50
7. God Speaks of Marty Robbins – 3:26
8. It's Not Enough – 4:02 (Townshend, Rachel Fuller)
9. You Stand By Me – 1:36

Wire & Glass: A Mini-Opera
1. Sound Round – 1:21
2. Pick Up the Peace – 1:28
3. Unholy Trinity – 2:07
4. Trilby's Piano – 2:04
5. Endless Wire – 1:51
6. Fragments of Fragments – 2:23 (Townshend, Ball)
7. We Got a Hit – 1:18
8. They Made My Dream Come True – 1:13
9. Mirror Door – 4:14
10. Tea & Theatre – 3:24

Tracce extra non presenti nella versione standard dell'album
1. We Got a Hit (versione estesa) – 3:03
2. Endless Wire (versione estesa) – 3:03

### Bonus DVD: Live at Lyon
- Registrato al Vienne Amphitheatre, Vienne, Francia il 17 luglio 2006

1. I Can't Explain – 3:04
2. Behind Blue Eyes – 4:39
3. Mike Post Theme – 3:41
4. Baba O'Riley – 5:59
5. Won't Get Fooled Again – 10:03

### Bonus CD: Live at Lyon
- Registrato al Vienne Amphitheatre, Vienne, Francia il 17 luglio 2006
- Incluso come extra nelle versioni per Europa, Asia, e nei negozi Best Buy degli Stati Uniti.

1. The Seeker – 2:36
2. Who Are You – 6:58
3. Mike Post Theme – 3:55
4. Relay – 7:40
5. Greyhound Girl – 3:04
6. Naked Eye – 8:26
7. Won't Get Fooled Again/Old Red Wine – 10:40

## Wire & Glass (Six Songs from a Mini-Opera)
Dall'album è stato estratto un extended play di sei brani. 
| 1 | Sound Round                   | 1:22 |
| 2 | Pick Up the Peace             | 1:26 |
| 3 | Endless Wire                  | 1:50 |
| 4 | We Got a Hit                  | 1:17 |
| 5 | They Made My Dreams Come True | 1:12 |
| 6 | Mirror Door                   | 4:13 |

## Formazione

### Gruppo
- Roger Daltrey - voce
- Pete Townshend - chitarra, mandolino, banjo, violino, viola

### Altri musicisti
- Zak Starkey - batteria in Black Widow's Eyes
- Pino Palladino - basso in Sound Round, Pick Up the Peace, Endless Wire, We Got a Hit, They Made My Dream Come True, Mirror Door
- John "Rabbit" Bundrick - organo Hammond in Sound Round, Pick Up the Peace, Mirror Door
- Simon Townshend - cori in Sound Round, Pick Up the Peace, Endless Wire
- Peter Huntington - batteria in It's Not Enough, Sound Round, Pick Up the Peace, Endless Wire, We Got a Hit, They Made My Dream Come True, Mirror Door
- Billy Nicholls - cori in Sound Round, Pick Up the Peace, Endless Wire
- Lawrence Ball - musica elettronica in Fragments e Fragments of Fragments
- Rachel Fuller - supervisore orchestrazione in Trilby's Piano, tastiere in It's Not Enough
- Gill Morley - violino in Trilby's Piano
- Brian Wright - violino in Trilby's Piano
- Ellen Blair - viola in Trilby's Piano
- Vicky Matthews - violoncello in Trilby's Piano
- Stuart Ross - basso in It's Not Enough
- Jolyon Dixon - chitarra acustica in It's Not Enough

## Classifiche
| Anno | Classifica  | Posizione massima |
| ---- | ----------- | ----------------- |
| 2006 | Regno Unito | 9                 |
| 2006 | Stati Uniti | 7                 |